# ダール
ダール（ヒンディー語：दाल／ウルドゥー語：دال dāl／マラーティー語：डाळ ḍāḷ／カンナダ語：ಬೇಳೆ bēḷe／マラヤーラム語：പരിപ്പ് parippu／タミル語：பருப்பு paruppu／テルグ語：పప్పు pappu／オリヤー語：ଡାଲି ḍāli）、またはダル（ネパール語：दाल dāl／ベンガル語：ডাল dāl）とは、剥いた小粒の豆（ヒラマメなど）を挽き割ったもの、およびそれを煮込んだ南アジアの料理のことである。しばしば香辛料が入るため、欧米や日本では「ダルカレー」と紹介されているが、加える水の量によって濃さはルー状からスープ状まで色々である。現地では油や香辛料の入らない、あっさり味のものが一般的であることから、カレーのような「おかず」ではなく味噌汁やスープのような汁物料理である。
語源はサンスクリットで「分けること」という意味のダラ（"दल dala"）。インド、パキスタン、バングラデシュ、ネパールの料理では主菜となることもあり、南インドでは米や野菜と、北インドとパキスタンでは米やチャパティ、ロティなどと共に食べられる。タンパク質の豊富な豆料理であるため、南インドの菜食料理においては特に重要な主菜となる。また南インドではサーンバールやラッサムという辛いスープにトゥール・ダール（キマメ）が、ドーサの生地にウラッド・ダールが用いられる。

## 主な種類
- マスール・ダール：ヒラマメ（レンズマメ）
- マタール・ダール：エンドウマメ
- トゥール・ダール（英: Toor dal）：キマメ
- ウラッド・ダール：ケツルアズキ
- チャナー・ダール：小粒のヒヨコマメ
- ムーング・ダール：リョクトウ

## ギャラリー

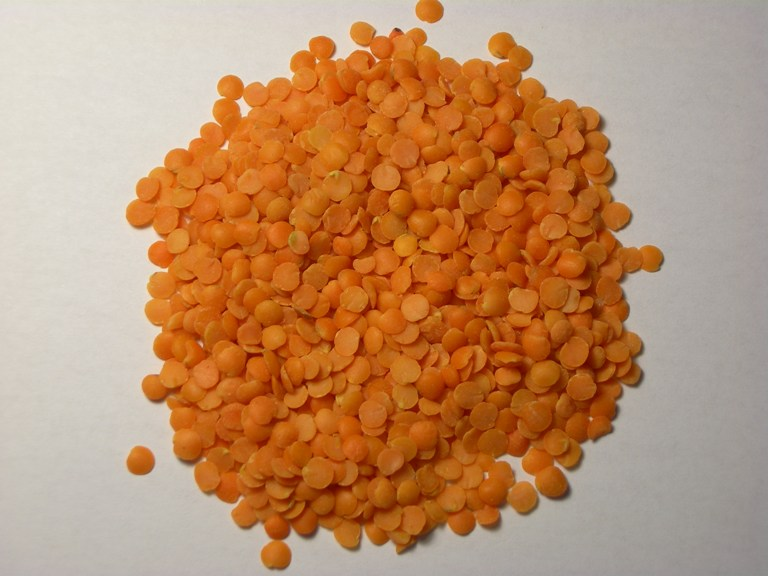
マスール・ダール（レンズマメ）
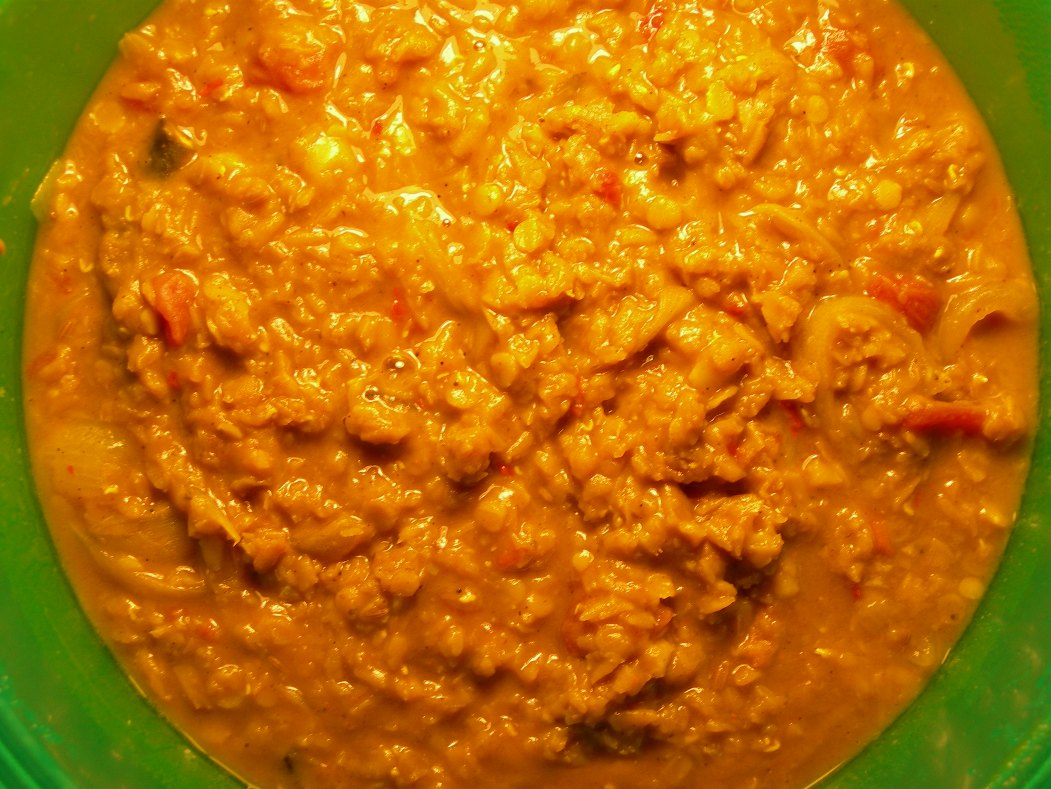
調理されたマスール・ダール
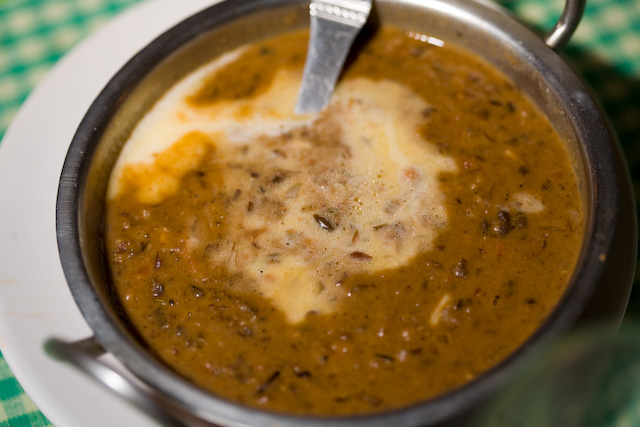
ダール・マカーニ（バターとクリームを入れて煮込んだダール、パンジャーブ料理）
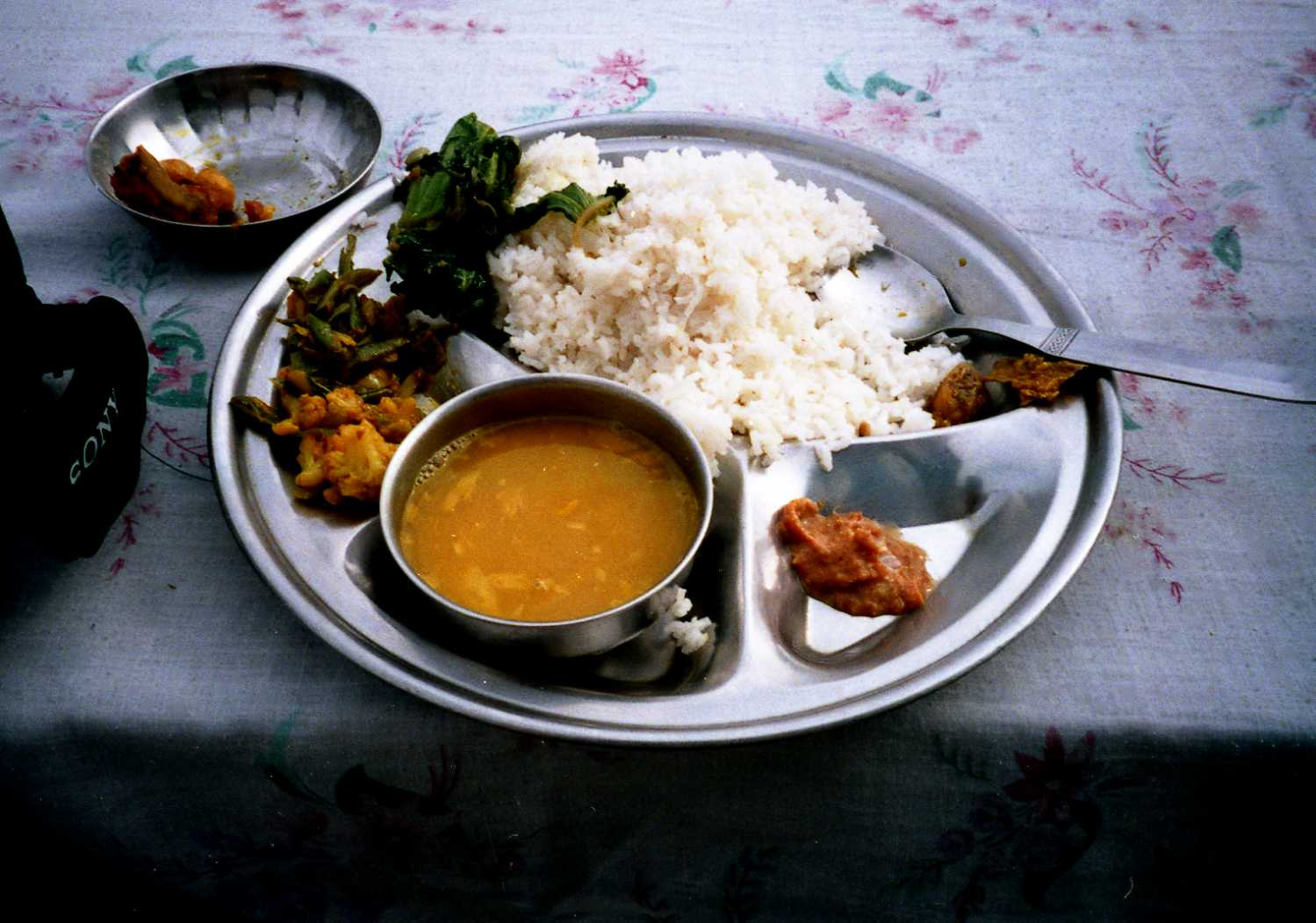
ダルバート（ダールと米飯を主としたネパールの伝統献立）